# کلان‌شهر مستقل دانکستر
کلان‌شهر مستقل دانکستر (به انگلیسی: Metropolitan Borough of Doncaster) یک کلان‌شهر مستقل در انگلستان است که در یورک‌شر جنوبی واقع شده‌است.